# Seriekatalogen
Seriekatalogen, med undertiteln Serier i Sverige, (inte att blanda ihop med Seriekatalogen.se) är en förteckning och värdeguide över samtliga utgivna svenska seriepublikationer, utgiven av Alvglans förlag sedan tidigt 1980-tal. Den har under sin levnadstid blivit standardiseringsmall för svenska serieutgåvors värde på samlarmarknaden. Varje utgåva innehåller även serierelaterade artiklar.

## Utgivningshistorik[1]
- 1981 – Serier i Sverige: Katalog och prisguide; Alvglans; ISBN 91-7556-009-7 ; 209, [1] s., [1] pl.-bl. : ill. ; 21 cm
Redaktörer: Frank B, Ingvar Jensen och Hans Johansson[2][3][4]
- 1982 – Seriekatalogen : serier i Sverige 1982-83; Alvglans; ISBN 91-7556-008-9 ; 234, [14] s. : ill., tab.
Redaktör: Ingvar Jensen[5][6][7]
- 1985 – Seriekatalogen : serier i Sverige 1985-1986; Alvglans; ISBN 91-7556-040-2 ; 182 s. : ill.
Redaktörer: Ingvar Jensen och Hans Johansson
- 1985 – Seriekatalogen : serier i Sverige 1985-1986; Alvglans/Bulls presstjänst; "Bulls seriehandbok" Nr 2; ISBN 91-7556-044-5; 182 s. : ill.;
Redaktörer: Ingvar Jensen och Hans Johansson[8]
- 1988 – Seriekatalogen : serier i Sverige 1988-1989; Alvglans; ISBN 91-7556-054-2 ; 246, [16] s. : ill. ; 22 cm
Redaktör: Ingvar Jensen
- 1990 – Seriekatalogen : serier i Sverige 1990-1991; Alvglans; ISBN 91-7556-081-X ; 345 s. : ill. ; 22 cm
Redaktörer: Ingvar Jensen och Anders Andersson[9]
- 1992 – Seriekatalogen : serier i Sverige 1992-1993; Alvglans; ISBN 91-7556-086-0 (hft.) ; ISBN 91-7556-103-4 (inb.) ; 370 s. : ill. ; 22 cm
Redaktörer:  Anders Andersson och Olle Dahllöf[10]
- 1996 – Seriekatalogen : serier i Sverige 1996-1997; Alvglans; ISBN 91-7556-099-2 ; 325 s. : ill. ; 22 cm
Redaktörer:  Anders Andersson och Olle Dahllöf[11]
- 2008 – Serier i Sverige 2008; Alvglans
Redaktörer: Ingvar Jensen, Jan Erixon, Jorma Jormedal, Erkki Häkili
- 2008 – Alla serier i Sverige 1907–2008; Seriefrämjandet; ISBN 9789185161430 ; 256 s. : ill. ; 22 cm
Redaktörer: Thomas Eliasson, Ulf Nederman, Jakob Hallin
- 2011 – Alla serier i Sverige 1907–2011; Alvglans; ISBN 978-91-7556-126-4 ; 336 s. : ill. ; 22 cm
Redaktörer: Thomas Eliasson, Ulf Nederman, Jakob Hallin[12]

– 1985 kom två utgåvor av katalogen.

– 1982–2008 års utgåvor ingick även i publikationsserien Seriekatalogen med ISSN 0280-9125.

– 1995 års utgåva gavs även ut som del i serien Bulls seriehandbok, Libris 478280.

## Artiklar
| Årgång    | Artikel                                | Författare |
| --------- | -------------------------------------- | --- |
| 1992–1993 | "Seriemagasinet under fem decennier"   | 73 sidor av Olle Dahllöf, Kjell Alinge, Rolf Geschwind, Ulf Lundkvist, Sture Hegerfors, Kent Hägglund, Daniel Atterbom, Börje Nilsson, Nils Egerbrandt, Rolf Gohs, Janne Brydner, Rolf Lindberg och Ulf Granberg. |
| 1996–1997 | "När serietidningarna kom"             | Ebbe Zetterstad |
| 1996–1997 | "Karl Alfred & CO"                     | Olle Dahllöf |
| 1996–1997 | Färgomslag                             | Rune Andréasson, Torsten Bjarre, Rolf Gohs och John Lindblom. |
| 2008      | "Seriekatalogen – hur det började"     | Ingvar Jensen |
| 2011      | "Historien om »Superman« – Stålmannen" | Claes Reimerthi |